# Pristimantis savagei
Pristimantis savagei là một loài động vật lưỡng cư trong họ Strabomantidae, thuộc bộ Anura. Loài này được Pyburn & Lynch mô tả khoa học đầu tiên năm 1981.